# Elements of Life (album Madisa)
Elements of Life – czwarty studyjny album Madisa, wydany 29 marca 2025. Promował go singiel  „Northern Lights”, wydany 20 grudnia 2024. Do singla ponownie nakręcono klip w Planetarium Śląskim w Chorzowie. Drugi singiel promujący, „Deus Solis”, wydany został 14 marca 2025, natomiast trzeci, tytułowy „Elements of Life” - 18 kwietnia 2025. Kolejny raz Planetarium Śląskie posłużyło do nagrania klipu. Album został wydany na fizycznych nośnikach CD i winylu oraz w wersji cyfrowej w jakości 24bit/96kHz.
Jest to zarazem pierwsza część trylogii o podboju Kosmosu. Opowiada o Ziemi – naszym domu, jak również miejscu, w którym zaczyna się podróż w Kosmos. Na końcu ostatniego utworu, „Lunar Dance”, możemy usłyszeć zapis komunikacji radiowej podczas podchodzenia do lądowania lądownika na Księżycu podczas misji Apollo 11. Utwór kończy się słynnymi słowami Neila Armstronga: „Houston, Tranquility base here. The Eagle has landed”, co jednocześnie stanowi punkt początkowy albumu Sea of Tranquility.

## Lista utworów
| 1. | „Place Called Home”   | 9:17  |
|    |                       |       |
| 2. | „Elements of Life”    | 8:11  |
|    |                       |       |
| 3. | „Deus Solis”          | 7:48  |
|    |                       |       |
| 4. | „Continents Movement” | 6:33  |
|    |                       |       |
| 5. | „Solar Wind”          | 4:18  |
|    |                       |       |
| 6. | „Northern Lights”     | 10:57 |
|    |                       |       |
| 7. | „Lunar Dance”         | 5:29  |
|    |                       |       |
|    |                       | 52:33 |
|    |                       |       |